# Миллер, Элис Ди Джи
Э́лис Дьюер «Ди» Джи Ми́ллер (англ. Alice D. G. Miller; 28 июня 1894, Милуоки, Висконсин, США — 24 июля 1985, Вудленд-Хиллз, Лос-Анджелес, Калифорния, США) — американский сценарист.

## Биография
Элис Дьюер Джи Миллер родилась 28 июня 1894 года в Милуоки (штат Висконсин, США) в семье поэтессы Элис Дьюер Миллер (1874—1942) и Генри Уайза Миллера.
В начале 1920-х годов Элис начала писать сценарии к фильмам, но она не всегда была указана в титрах фильма, как сценариста. Из всех работ Миллер только 24 сценария официально числятся в её фильмографии, хотя их и было гораздо больше. Некоторые фильмы утеряны.
91-летняя Элис скончалась 24 июля 1985 года в Вудленд-Хиллзе (Лос-Анджелес, штат Калифорния, США).

## Фильмография
- 1922 — «Четырнадцатый любовник»/Fourteenth Lover
- 1923 — «Красные огни»/Red Lights
- 1923 — «Раба мечты[англ.]»/Slave of Desire
- 1924 — «Это что, и есть брак?[англ.]»/So This Is Marriage?
- 1925 — «Дешевле пожениться[англ.]»/Cheaper to Marry
- 1925 — «Леди ночи»/Lady of the Night
- 1925 — «Милые дамы[англ.]»/Pretty Ladies
- 1926 — «Монте-Карло[англ.]»/Monte Carlo
- 1926 — «Изысканный грешник[англ.]»/The Exquisite Sinner
- 1926 — «Парень[англ.]»/The Boy Friend (Утерян)
- 1926 — «Валенсия[англ.]»/Valencia
- 1927 — «Жертвы мечты[англ.]»/Altars of Desire (Утерян)
- 1927 — «Дьявольская танцовщица»/The Devil Dancer (Утерян)
- 1927 — «Мужчина, женщина и грех[англ.]»/Man, Woman and Sin
- 1928 — «Два любовника[англ.]»/Two Lovers
- 1928 — «Четыре стены[англ.]»/Four Walls (Утерян)
- 1928 — «Рукотворные женщины[англ.]»/Man-Made Women
- 1929 — «Мост короля Людовика Святого»/The Bridge of San Luis Rey
- 1933 — «Замочная скважина»/The Keyhole
- 1933 — «Позор![англ.]»/Disgraced!
- 1936 — «Роуз-Мари[англ.]»/Rose Marie
- 1936 — «Девушка на первой странице[англ.]»/The Girl on the Front Page
- 1939 — «Время взаймы[англ.]»/On Borrowed Time
- 1946 — «Танжере[англ.]»/Tangier